# Епархия Дори
Епархия Дори (лат. Dioecesis Doriensis) — епархия Римско-Католической Церкви c центром в городе Дори, Буркина-Фасо. Епархия Дори входит в митрополию Купела.

## История
20 ноября 2004 года Римский папа Иоанн Павел II учредил буллой Cum ad aeternam епархию Дори, выделив её из епархий Фада-Нгурма и Уахигуя.

## Ординарии епархии
- епископ Joachim Ouédraogo (20.11.2004 — 4.11.2011) — назначен епископом Кудугу;
- епископ Laurent Birfuoré Dabiré (31.01.2013 — по настоящее время)

## Источник
- Annuario Pontificio, Libreria Editrice Vaticana, Città del Vaticano, 2003, ISBN 88-209-7422-3
- Булла Cum ad aeternam  (лат.)